# Dubiaranea subtilis
Dubiaranea subtilis är en spindelart som först beskrevs av Eugen von Keyserling 1886.  Dubiaranea subtilis ingår i släktet Dubiaranea och familjen täckvävarspindlar.
Artens utbredningsområde är Peru. Inga underarter finns listade i Catalogue of Life.